# Jacobus van Luik

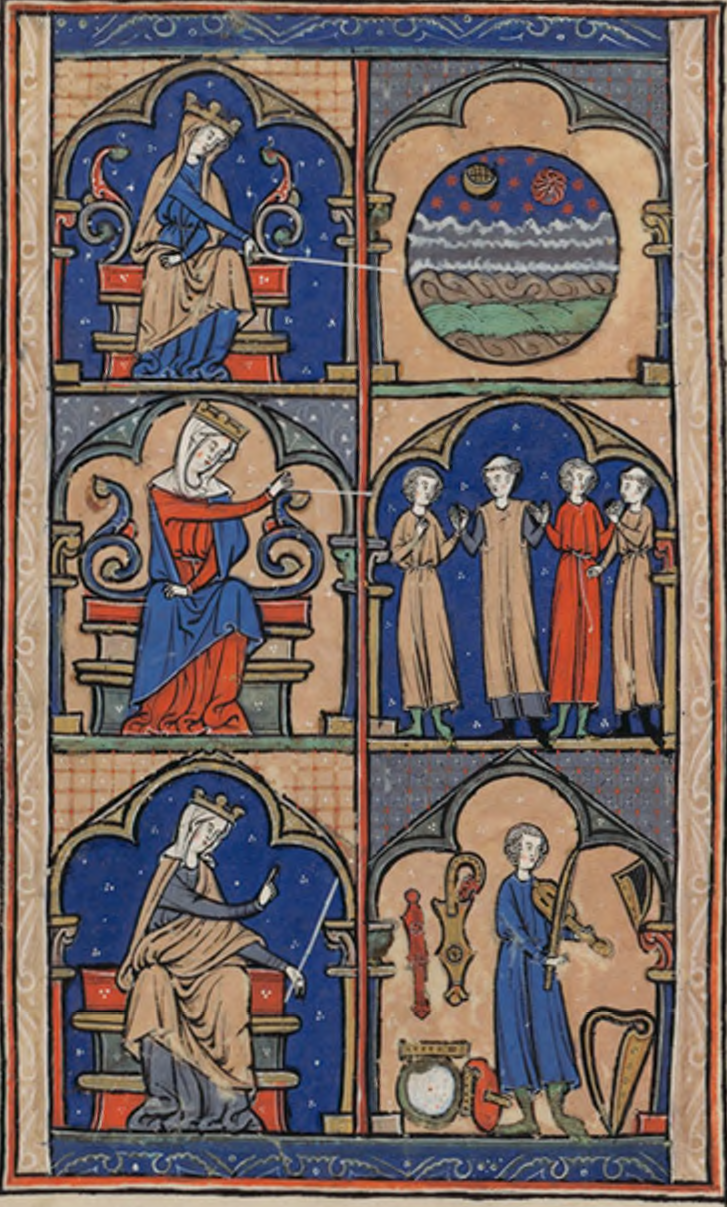
Voorbeeld van een muziekboek van de School van de Notre-Dame

Jacobus van Luik, in het Latijn Iacobus Leodiensis (prinsbisdom Luik circa 1260 – idem circa 1330), was een middeleeuws musicoloog uit het prinsbisdom Luik; hij was ook kanunnik van de Sint-Pauluskerk van Luik. 
Zijn kerkelijk ambt is indirect afgeleid uit archiefstukken waar een zekere Jacobus de Montibus vermeld staat.

## Levensloop
Jacobus groeide op in het land van Luik en werd geestelijke. Hij studeerde musicologie aan de School van de Notre-Dame in Parijs, aan het einde van de 13e eeuw. Daar schreef hij een groot deel van zijn meesterwerk, de Speculum Musicae. Hij keerde terug naar de bisschopsstad Luik, waar hij de laatste delen schreef. Hij werd er begin 14e eeuw benoemd tot kanunnik.
De Speculum Musicae is het meest volumineuze muziektheoretisch werk van de 14e eeuw. Het bevat zeven boeken waarvan elk boek begint met een letter van zijn voornaam IACOBUS. De boeken beslaan in totaal 521 hoofdstukken. Jacobus was een aanhanger van de Ars Antiqua, wat hij in Parijs had leren kennen. Hij beschreef evenwel ook de opmars van een nieuw muziekgenre in de middeleeuwse kerken, namelijk de ars nova. Hij definieerde in dat verband drie ritmische bewegingen: het langzame, het gematigde en het levendige. Hij ondersteunde de definities van muzieknotatie zoals Franco van Keulen ze opgesteld had.
In het eerste boek van Speculum Musicae vermeldde Jacobus kort hoe bisschop Tempier van Parijs een veroordeling uitsprak over bepaalde ketterse lessen aan de faculteit der Artes aan de Universiteit van Parijs. De veroordeling door Tempier was ook gespreksonderwerp in kerkelijke kringen in Luik.